# لويس ميغيل (لاعب كرة قدم)
لويس ميغيل (24 يوليو 1972 بسانتا ماريا دا فييرا في البرتغال - ) هو مدرب كرة قدم ولاعب كرة قدم برتغالي في مركز الوسط. شارك مع منتخب البرتغال تحت 20 سنة لكرة القدم ومنتخب البرتغال تحت 21 سنة لكرة القدم. أما مع النوادي، فقد لعب مع نادي جل فيسنتي ونادي ريو أفي وF.C. Felgueiras ‏ وC.F. União de Lamas ‏.